# Brzoza cukrowa
Brzoza cukrowa, b. wiśniowa (Betula lenta L.) – gatunek drzewa z rodziny brzozowatych. Występuje w stanie dzikim we wschodniej części Stanów Zjednoczonych; na przedgórzach i w górach (Appalachy). Pojedyncze stanowiska na zachód od Appalachów nie dochodzą do Missisipi.

## Morfologia

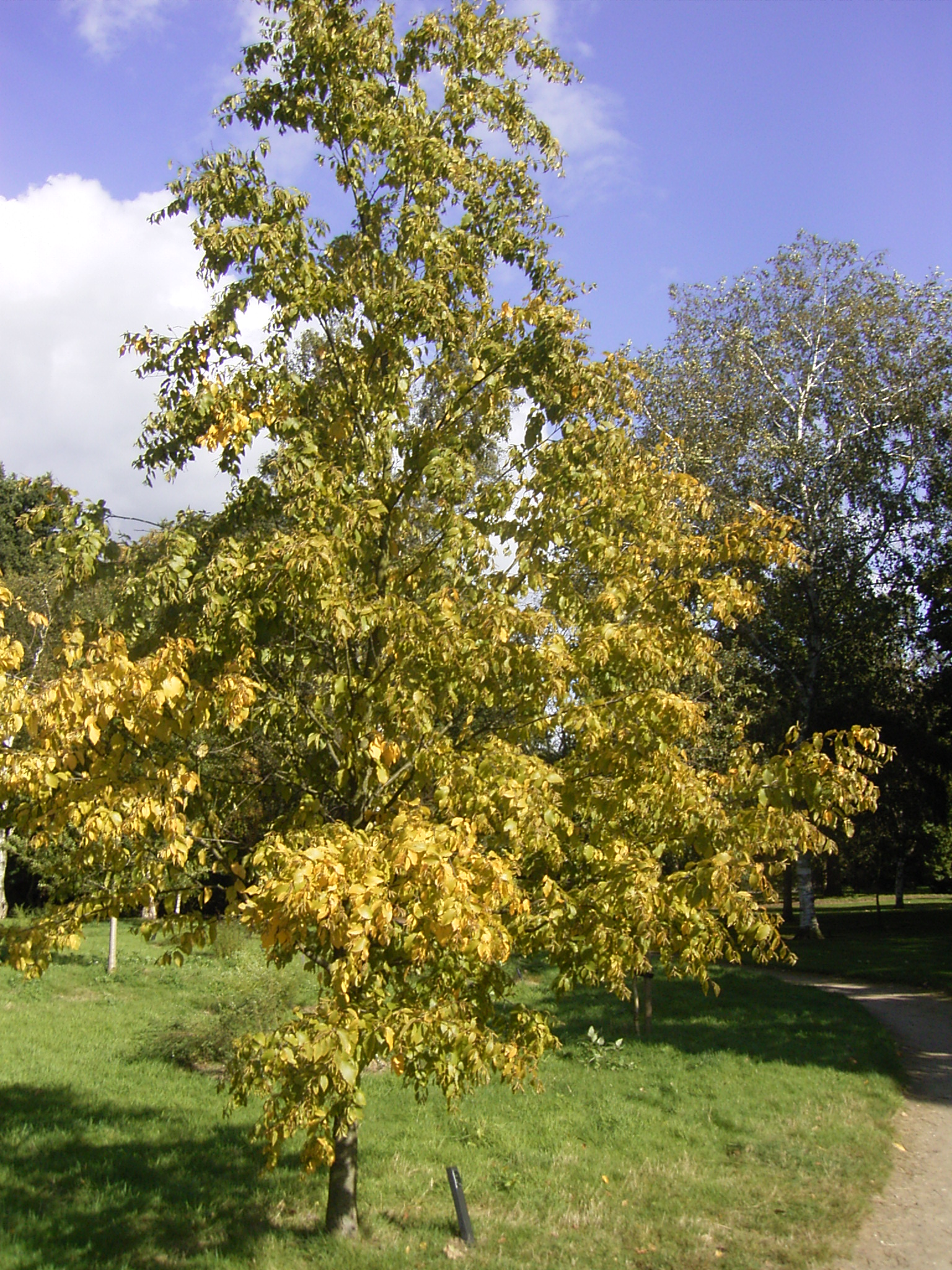
Pokrój

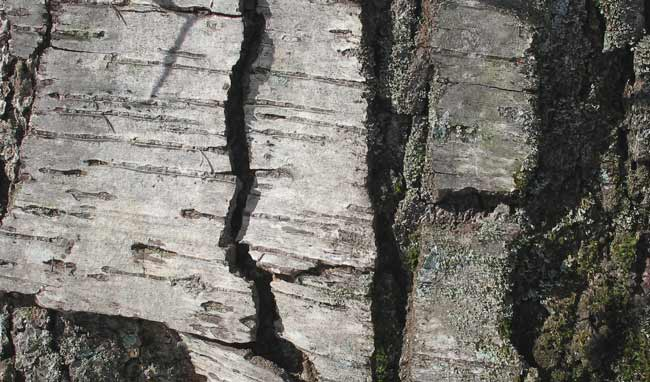
Kora

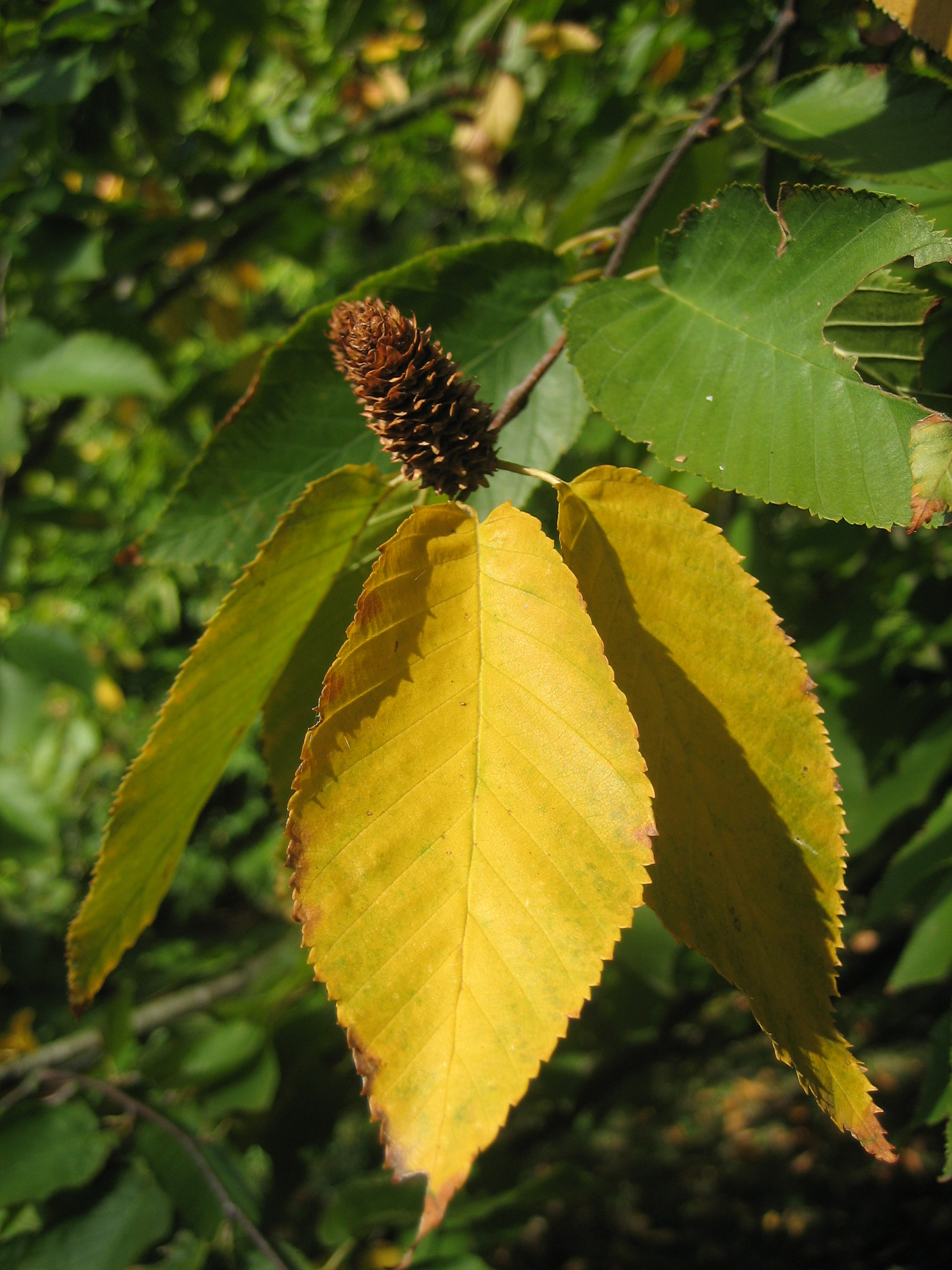
Liście i owocostan

PokrójDrzewo dorastające w ojczyźnie do 20–25 m. U młodych drzew korona jest stożkowata, natomiast u starszych kopulasta.
Kora: Młode drzewa mają fioletowobrązową korę (ciemniejsza od kory brzozy żółtej), lecz z wiekiem staje się ona matowo ciemnoszara. Na powierzchni liczne przetchlinki. Nie łuszczy się.
PędyMłode nagie, ciemnobrunatne, po roztarciu przyjemnie pachnące.
PąkiOstre i odstające.
LiścieBłyszczące. Mają jajowaty kształt o sercowatej podstawie i zaostrzonym wierzchołku. Mają do 12 cm długości. Są regularnie podwójnie ząbkowane. Większy ząbek jest ostro zakończony i znajduje się na końcu każdego nerwu. Młode listki są owłosione, lecz szybko stają się nagie. Owłosienie pozostaje jedynie na spodzie liści w kącikach nerwów. Posiadają 9-18 par nerwów. Ogonek liściowy jest długi i owłosiony. Ma do 2,5 cm długości.
KwiatyZebrane w kwiatostanach kotkowatych. Pojawiają się późną wiosną.
OwoceZebrane w późno rozsypujące się owocostany, jajowatego kształtu, skierowane ku górze, osiągające do 3 cm długości.

## Biologia i ekologia
Występuje jako dominujący składnik drzewostanu w wilgotnych, żyznych, chłodnych lasach górskich z bukiem wielkolistnym, liriodendronami, klonami, lipami, dębami w Appalachach. Rośnie także na urwiskach i stromych stokach. Kwitnie późną wiosną, jest wiatropylna i wiatrosiewna.

## Zastosowanie
W północno-wschodnich stanach USA jedno z podstawowych źródeł drzewa przemysłowego. Przez Indian wykorzystywane jako roślina lecznicza (środek przeciwgorączkowy i przeciwzapalny), oraz jako źródło soku brzozowego.
Do Europy sprowadzona w 1759. Mniej ceniona od brzozy żółtej ze względu na kolor kory. W Polsce całkowicie wytrzymała na mróz.